# Mercedes 39PS
Il nome Mercedes 39PS identifica una piccola famiglia di autovetture di gran lusso prodotte dal 1906 al 1910 dalla Casa tedesca Daimler Motoren Gesellschaft per il suo marchio automobilistico Mercedes.

## Profilo e caratteristiche
Si trattava di una piccola famiglia composta da due modelli prodotti parallelamente e che andavano a posizionarsi un gradino sopra i già esclusivissimi modelli della famiglia 37PS. Questi due modelli erano denominati rispettivamente 39/75 PS e 39/80 PS.

Tali modelli andavano ad infoltire il già affollato segmento delle auto di gran lusso, composto in quegli anni anche dalle stesse 37PS e dalle Simplex 45PS. Com'era consuetudine nei primi quattro decenni del XX secolo, i modelli 39PS erano forniti sotto forma di telaio nudo da carrozzare a piacimento del facoltoso cliente. 

Le 39PS montavano un motore a 6 cilindri in linea che era strettamente imparentato con l'unità che equipaggiava la 37/65 PS. Si trattava infatti di un 6 cilindri nato dall'accoppiamento di due unità tricilindriche fuse separatamente. Di questo propulsore, il primo 6 cilindri nella storia della Mercedes e della Daimler, venne allungata la misura della corsa, portata da 140 a 150 mm, mentre l'alesaggio rimase fermo a 120 mm. Come risultato si ottenne un motore dell'enorme cilindrata di 10180 cm³. La distribuzione era a valvole laterali disposte a T, cioè quelle di aspirazione su un lato e quelle di scarico sul lato opposto. Le valvole erano a loro volta comandate da due assi camme, uno per lato, uno per fila di valvole. 

Per quanto riguarda le prestazioni, nella 39/75 PS (chiamata anche semplicemente 75PS) la potenza massima raggiungeva 75 CV, mentre nella 39/80 PS arrivava ad 80 CV, in entrambi i casi sempre a 1300 giri/min. La velocità massima di questi modelli era di circa 95 km/h.

Per quanto riguarda il resto delle caratteristiche tecniche, le 39PS erano impostate nel classico metodo utilizzato in quegli anni, ossia con telaio in lamiera di acciaio stampata con sezione ad U, sospensioni ad assale rigido con balestre semiellittiche, freno a pedale che agiva sull'albero di trasmissione, freno a mano sul retrotreno, trasmissione a catena e cambio a 4 marce con frizione a nastro.

Il tipo di clientela a cui le 39PS si rivolgevano era composta essenzialmente da monarchi. Non a caso, uno dei clienti che poté permettersi un simile oggetto fu il Kaiser Guglielmo II, che acquistò una 39/75 PS landaulet nel 1907.

Nel 1910 le 39PS vennero sostituite dai modelli della famiglia 38PS.